# Base aérea de Richmond

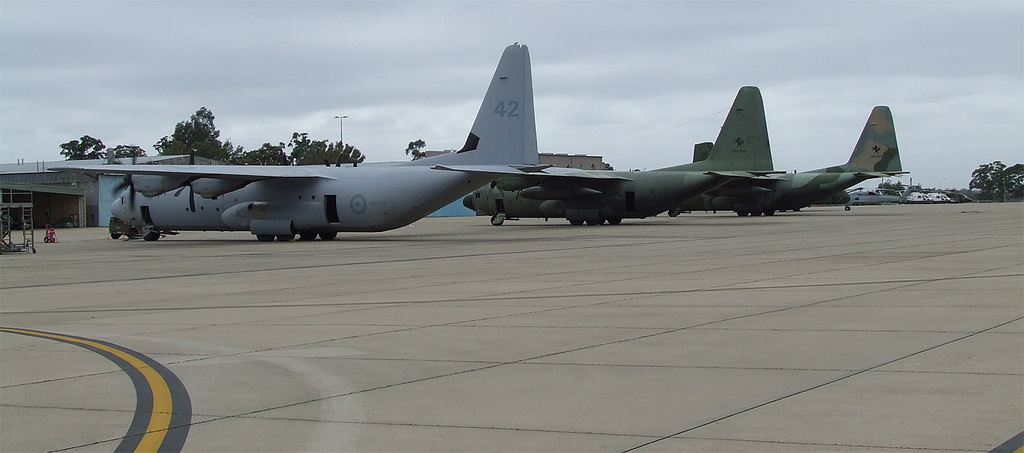
Aeronaves C-130 da da RAAF na base de Richmond.

A Base Aérea de Richmond (IATA: XRH, ICAO: YSRI) é uma das maiores e mais antigas bases aéreas da Austrália. Encontra-se localizada na cidade de Hawkesbury, a noroeste de Sydney, entre as cidades de Windsor e Richmond. A base é a casa do quartel-general dos transportes aéreos da Real Força Aérea Australiana, do Air Lift Group, e de duas grandes formações operacionais, a Asa N.º 84 e 86. A principal aeronave que é operada na base é o Lockheed C-130. Além de ser um local frequentemente requisitado para espectáculos aéreos, já foi diversas vezes proposto como "o local ideal para o segundo aeroporto internacional de Sydney".
Situado num sítio originalmente chamado de Ham Common, Richmond tornou-se uma base da RAAF em 1925. O seu comandante inaugural foi Frank Lukis, que também liderou a primeira unidade de voo da base, o Esquadrão N.º 3. Muitos outros esquadrões foram criados em Richmond nos anos que se seguiram. A base sofreu uma expansão durante a Segunda Guerra Mundial, aumentando a capacidade de albergar mais unidades de voo, incluindo a Asa N.º 1 e o Hospital N.º 3 da RAAF. 
Só com o final da Segunda Guerra Mundial é que Richmond se tornou numa base dedicada aos transportes, com a chegada da Asa N.º 86 e os seus C-47 Dakota. A base começou a operar aeronaves C-130 em 1958, sendo acompanhada anos mais tarde por aviões DHC-4 Caribou e Boeing 707.